# Diecezja Winchesteru
Diecezja Winchesteru (ang. Diocese of Winchester) – diecezja Kościoła Anglii w metropolii Canterbury, obejmująca większość hrabstwa Hampshire oraz wschodnią część hrabstwa Dorset. Formalnie należą do niej także parafie anglikańskie na Wyspach Normandzkich, jednak od 2014 tymczasowy nadzór kanoniczny sprawuje nad nimi biskup Dover (najważniejszy z biskupów pomocniczych diecezji Canterbury), co jest pokłosiem wewnątrzkościelnego konfliktu.  
Stolica biskupia w Winchesterze powstała w VII wieku w ramach Kościoła katolickiego. Od czasów reformacji diecezja jest częścią Kościoła Anglii. 

## Biskupi
stan na 17 stycznia 2018
- biskup diecezjalny: Tim Dakin (z tytułem biskupa Winchesteru)[4]
- biskupi pomocniczy:
  - Jonathan Frost (z tytułem biskupa Southampton)[5]
  - David Williams (z tytułem biskupa Basingstoke)[5]